# Kobylnica (gromada w powiecie poznańskim)
Kobylnica – dawna gromada, czyli najmniejsza jednostka podziału terytorialnego Polskiej Rzeczypospolitej Ludowej w latach 1954–1972.
Gromady, z gromadzkimi radami narodowymi (GRN) jako organami władzy najniższego stopnia na wsi, funkcjonowały od reformy reorganizującej administrację wiejską przeprowadzonej jesienią 1954 do momentu ich zniesienia z dniem 1 stycznia 1973, tym samym wypierając organizację gminną w latach 1954–1972.
Gromadę Kobylnica z siedzibą GRN w Kobylnicy utworzono – jako jedną z 8759 gromad na obszarze Polski – w powiecie poznańskim w woj. poznańskim, na mocy uchwały nr 33/54 WRN w Poznaniu z dnia 5 października 1954. W skład jednostki weszły obszary dotychczasowych gromad Kobylnica i Gruszczyn oraz miejscowość Uzarzewo z dotychczasowej gromady Uzarzewo ze zniesionej gminy Swarzędz, a także obszar dotychczasowej gromady Bogucin oraz miejscowość Mechowo z dotychczasowej gromady Wierzenica ze zniesionej gminy Czerwonak – w tymże powiecie. Dla gromady ustalono 15 członków gromadzkiej rady narodowej.
1 stycznia 1960 do gromady Kobylnica włączono obszar zniesionej gromady Wierzonka w tymże powiecie.
31 grudnia 1971 gromadę zniesiono, a jej obszar włączono do gromad: Swarzędz (miejscowości Bogucin, Gruszczyn, Janikowo, Karłowice, Kobylnica, Uzarzewo, Wierzonka i Wierzenica) i Czerwonak (miejscowości Dębogóra, Kliny i Mielno) w tymże powiecie.